# 2000年ブラジルグランプリ
2000年ブラジルグランプリ (XXXVI Grande Premio do Brasil) は、2000年F1世界選手権の第2戦として、2000年3月26日にインテルラゴス・サーキットで開催された。

## 予選
予選ではミカ・ハッキネンがポールポジション、デビッド・クルサードが2番手、ミハエル・シューマッハが3番手、以下ルーベンス・バリチェロ、ジャンカルロ・フィジケラ、エディ・アーバインと続いた。予選セッションはコース上に設置された広告看板が落下したため3回中断された。3回目の落下ではプロスト・チームのジャン・アレジ車がコーティングされた段ボールをはねてしまう事故が発生した。

### 結果
| 順位 | No | ドライバー                       | チーム                    | タイム   | 差      |
| ---- | -- | -------------------------------- | ------------------------- | -------- | ------- |
| 1    | 1  | ミカ・ハッキネン                 | マクラーレン-メルセデス   | 1'14.111 |         |
| 2    | 2  | デビッド・クルサード             | マクラーレン-メルセデス   | 1'14.285 | +0.174  |
| 3    | 3  | ミハエル・シューマッハ           | フェラーリ                | 1'14.508 | +0.397  |
| 4    | 4  | ルーベンス・バリチェロ           | フェラーリ                | 1'14.636 | +0.525  |
| 5    | 11 | ジャンカルロ・フィジケラ         | ベネトン-プレイライフ     | 1'15.375 | +1.264  |
| 6    | 7  | エディ・アーバイン               | ジャガー-コスワース       | 1'15.425 | +1.314  |
| 7    | 5  | ハインツ＝ハラルド・フレンツェン | ジョーダン-無限ホンダ     | 1'15.455 | +1.344  |
| 8    | 23 | リカルド・ゾンタ                 | BAR-ホンダ                | 1'15.484 | +1.373  |
| 9    | 10 | ジェンソン・バトン               | ウィリアムズ-BMW          | 1'15.490 | +1.379  |
| 10   | 22 | ジャック・ヴィルヌーヴ           | BAR-ホンダ                | 1'15.515 | +1.404  |
| 11   | 9  | ラルフ・シューマッハ             | ウィリアムズ-BMW          | 1'15.561 | +1.450  |
| 12   | 6  | ヤルノ・トゥルーリ               | ジョーダン-無限ホンダ     | 1'15.627 | +1.516  |
| 13   | 12 | アレクサンダー・ヴルツ           | ベネトン-プレイライフ     | 1'15.664 | +1.553  |
| 14   | 19 | ヨス・フェルスタッペン           | アロウズ-スーパーテック   | 1'15.704 | +1.593  |
| 15   | 14 | ジャン・アレジ                   | プロスト-プジョー         | 1'15.715 | +1.604  |
| 16   | 18 | ペドロ・デ・ラ・ロサ             | アロウズ-スーパーテック   | 1'16.002 | +1.891  |
| 17   | 8  | ジョニー・ハーバート             | ジャガー-コスワース       | 1'16.250 | +2.139  |
| 18   | 20 | マルク・ジェネ                   | ミナルディ-フォンドメタル | 1'16.380 | +2.269  |
| 19   | 15 | ニック・ハイドフェルド           | プロスト-プジョー         | 1'17.112 | +3.001  |
| 20*  | 16 | ペドロ・ディニス                 | ザウバー-ペトロナス       | 1'17.178 | +3.067* |
| 21   | 21 | ガストン・マッツァカーネ         | ミナルディ-フォンドメタル | 1'17.512 | +3.401  |
| 22*  | 17 | ミカ・サロ                       | ザウバー-ペトロナス       | 1'18.703 | +4.592* |

- ソース：http://www.motorsport.com/news/article.asp?ID=40084&FS=F1

* ザウバーのディニスとサロ車は、予選中に悩まされていたリアウィングの不調のため後に撤退となり決勝はスタートしなかった。チームは決勝への出走は危険すぎると判断した。

## 決勝
決勝ではハッキネンとシューマッハがともに好調なスタートをしたが、クルサードは遅れシューマッハの後方に後退した。スタート後の順位はハッキネン、シューマッハ、クルサード、バリチェロ、アーバイン、フィジケラの順となった。まもなくシューマッハがハッキネンに対してアタックを始め、バリチェロもクルサードに仕掛けた。シューマッハは2ラップ目にセナ S でハッキネンのインに飛び込み、バリチェロもクルサードに対して同様の攻撃を行った。バリチェロはミスを犯したが回復し、ラップ終盤にクルサードをパスした。2台のフェラーリは2ストップ戦略で行こうとしているのが明らかになり、バリチェロはハッキネンの後方に付けた。シューマッハはハッキネンに1ラップあたり1秒の差を付けた。
トップの後方ではバリチェロが15ラップ目にハッキネンを捉え、その後2ストップ戦略のトゥルーリが5位を狙ってアーバインの先に飛び込んだ。シューマッハは20ラップ目にピットイン、マクラーレンに20秒の差を付けていた。シューマッハは3位でコースに復帰したが2ラップ後にバリチェロがピットインし2位に浮上した。21ラップ目にアーバインがクラッシュしたが、セーフティーカーは出動しなかった。全ての注意がハッキネンとシューマッハの差に注がれたが、それは近いものでは無かった。それは3位のクルサードと4位のバリチェロの差同様に安定していた。しかしながら27ラップ目に4位のバリチェロが煙を吹き出し、レースは反転した。3ラップ後にハッキネンがピットインしたが、1ストップ戦略にしては早すぎ、2ストップにしては遅すぎる奇妙なタイミングであった。間もなくそれは予定されたピットインでは無く、トラブルによるストップであることが判明した。
28ラップ目でのトゥルーリのピットストップ後に、ヨス・フェルスタッペンが7ラップに渡って3位を走行したが、ピットストップのためフィジケラに3位を明け渡した。ラルフ・シューマッハとジェンソン・バトンの2台のウィリアムズと、フィジケラ、ハインツ＝ハラルド・フレンツェンは1ストップ戦略をとりお互いに僅差で走行していた。前方ではクルサードとシューマッハが同様のペースで走行していたが、シューマッハは余裕があった。ラルフとバトンは44ラップ目、45ラップ目にそれぞれピットインし、バトルは最終局面であった。しかしながらラルフはフェルスタッペンの数メートル先でコースに復帰したが、バトンはその後ろで復帰した。その後のラップでラルフは差を広げることができたが、バトンはフェルスタッペンの後ろで苦戦し、57ラップ目にようやくパスした。トゥルーリは56ラップ目に2回目のピットインを行い、5位で復帰した。ラルフはバトンを従え6位で走行した。フェルスタッペンとペドロ・デ・ラ・ロサが8位と9位であった。その間にペースは低下し、レース終了までオーダーは固定した。

### 結果
| 順位     | No | ドライバー                       | チーム                    | 周回 | タイム         | グリッド | ポイント |
| -------- | -- | -------------------------------- | ------------------------- | ---- | -------------- | -------- | -------- |
| 1        | 3  | ミハエル・シューマッハ           | フェラーリ                | 71   | 1:31'35.271    | 3        | 10       |
| 2        | 11 | ジャンカルロ・フィジケラ         | ベネトン-プレイライフ     | 71   | +39.898        | 5        | 6        |
| 3        | 5  | ハインツ＝ハラルド・フレンツェン | ジョーダン-無限ホンダ     | 71   | +42.268        | 7        | 4        |
| 4        | 6  | ヤルノ・トゥルーリ               | ジョーダン-無限ホンダ     | 71   | +1'12.780      | 12       | 3        |
| 5        | 9  | ラルフ・シューマッハ             | ウィリアムズ-BMW          | 70   | +1 Lap         | 11       | 2        |
| 6        | 10 | ジェンソン・バトン               | ウィリアムズ-BMW          | 70   | +1 Lap         | 9        | 1        |
| 7        | 19 | ヨス・フェルスタッペン           | アロウズ-スーパーテック   | 70   | +1 Lap         | 14       |          |
| 8        | 18 | ペドロ・デ・ラ・ロサ             | アロウズ-スーパーテック   | 70   | +1 Lap         | 16       |          |
| 9        | 23 | リカルド・ゾンタ                 | BAR-ホンダ                | 69   | +2 Laps        | 8        |          |
| 10       | 21 | ガストン・マッツァカーネ         | ミナルディ-フォンドメタル | 69   | +2 Laps        | 20       |          |
| DSQ      | 2  | デビッド・クルサード             | マクラーレン-メルセデス   | 71   | 失格 (+4.302)  | 2        |          |
| リタイア | 8  | ジョニー・ハーバート             | ジャガー-コスワース       | 51   | ギアボックス   | 17       |          |
| リタイア | 20 | マルク・ジェネ                   | ミナルディ-フォンドメタル | 31   | エンジン       | 18       |          |
| リタイア | 1  | ミカ・ハッキネン                 | マクラーレン-メルセデス   | 30   | 油圧           | 1        |          |
| リタイア | 4  | ルーベンス・バリチェロ           | フェラーリ                | 27   | ハイドロリック | 4        |          |
| リタイア | 7  | エディ・アーバイン               | ジャガー-コスワース       | 20   | スピン         | 6        |          |
| リタイア | 22 | ジャック・ヴィルヌーヴ           | BAR-ホンダ                | 16   | ギアボックス   | 10       |          |
| リタイア | 14 | ジャン・アレジ                   | プロスト-プジョー         | 11   | 電気系         | 15       |          |
| リタイア | 15 | ニック・ハイドフェルド           | プロスト-プジョー         | 9    | エンジン       | 19       |          |
| リタイア | 12 | アレクサンダー・ヴルツ           | ベネトン-プレイライフ     | 6    | エンジン       | 13       |          |
| WD       | 16 | ペドロ・ディニス                 | ザウバー-ペトロナス       | 0    | 安全上の問題   | 0        |          |
| WD       | 17 | ミカ・サロ                       | ザウバー-ペトロナス       | 0    | 安全上の問題   | 0        |          |

## レース後
しかしながらレース後、フィジケラを除く上位6台に対してウッドパネルの問題が生じ、全車失格となった。チームは不服を申し立てたが、FIAは再び車検を行い、クルサード車のフロントウィングのエンドプレートが7mm低かったことを発見した。従ってクルサード以外の処分は取り消されることとなった。
2000年4月6日、世界モータースポーツ評議会はパリでの査問を行い、メインストレートの安全掲示板が落下してジャン・アレジに接触しそうになった事故の一件でオーガナイザーに対して10万ドルの罰金を課した。それは「特別な状況」として処理された。

## 第2戦終了時点でのランキング
| 順位 | ドライバー                       | ポイント |
| ---- | -------------------------------- | -------- |
| 1    | ミハエル・シューマッハ           | 20       |
| 2    | ジャンカルロ・フィジケラ         | 8        |
| 3    | ルーベンス・バリチェロ           | 6        |
| 3    | ラルフ・シューマッハ             | 6        |
| 5    | ハインツ＝ハラルド・フレンツェン | 4        |

| 順位 | コンストラクター      | ポイント |
| ---- | --------------------- | -------- |
| 1    | フェラーリ            | 26       |
| 2    | ベネトン-プレイライフ | 8        |
| 3    | ジョーダン-無限ホンダ | 7        |
| 3    | ウィリアムズ-BMW      | 7        |
| 5    | BAR-ホンダ            | 4        |

- 注：ドライバー、コンストラクター共にトップ5のみ表示。

## 参照
1. ↑  http://www.grandprix.com/gpe/rr648.html
2. ↑  motorsport.com
3. ↑  Autosport magazine, July 26th 2007, page 9
4. ↑  Windsor, Peter; Clarkson, Tom. “Schuey's confidence repaid”. F1 Racing (Teddington, Middlesex, United Kingdom: Haymarket Magazine) (March 2000):  136–143. ISSN 1361-4487.

| 前戦 2000年オーストラリアグランプリ | FIA F1世界選手権 2000年シーズン | 次戦 2000年サンマリノグランプリ   |
| 前回開催 1999年ブラジルグランプリ   | ブラジルグランプリ              | 次回開催 2001年ブラジルグランプリ |

座標: 南緯23度42分13秒 西経46度41分59秒 / 南緯23.70361度 西経46.69972度